# 陳嘉賢
陳嘉賢（英語：Stephanie Chan Ka Yin，1960年11月12日—），前香港電視藝員，出身自1982年無綫電視第10期藝員訓練班，1982年至1993年活躍於香港電視界。她已退出娛樂圈多年，現為一名傳道人。

## 背景

### 早年生活
陳嘉賢早年在香港出生，成長於九龍長沙灣蘇屋邨，一直居住在該處至結婚時搬離。陳嘉賢有1姊3弟（其中胞姊是1981年無綫電視藝員第10期藝員訓練班夜班學員陳嘉麗），小時候與母親一同穿膠花幫補家庭收入。其母親本來希望陳嘉賢直接入讀小學，惟沒有小學肯取錄沒有幼稚園學歷的她，結果母親唯有隨便找一所幼稚園，讓陳嘉賢在該所學校求學數個月，從而可入讀蘇屋北官立小學。
她在小學階段時名列前茅，曾參與書法比賽。小學畢業後，她獲派就讀剛開校的天主教母佑會蕭明中學，是該校1978年第一屆中五畢業校友，在學期間是校內籃球隊及田徑隊成員，曾被修女選中參與學校英文戲劇演出，以數學方面的表現較佳。

### 事業發展
中五畢業後，文科出身的陳嘉賢在香港中學會考中取得 2C 成績，未能於原校升讀預科（蕭明中學以 3C 作為收生門檻），便改到嘉諾撒聖心商學書院修讀1年會計文憑，再從事會計行業，於尖沙咀一間製衣公司任職會計文員3年。到了1981年，陳嘉賢發覺自己既不適合刻板工作，又對朝9晚5的工作模式感到有壓力，最終轉投演藝行業。當年她已任職會計文員1年，同期在正在讀藝員訓練班的胞姊幫忙遞交報名表格的情況下，報讀無綫電視第十一期藝員訓練班。1982年畢業後一度不想簽約電視台，因為她自覺性格由乖巧變成好動，入行後會沾染陋習。當導師劉芳剛提供意見未幾，她改變主意，並加入了無綫電視，一直只擔任三、四線配角。初年仍於舊公司工作，後來要時常請假，致使她決定全身投入幕前。劉芳剛曾預言陳嘉賢不會大紅大紫，陳本人亦認為她無法在娛樂圈工作一輩子，加上她留意到南紅當時開始飾演母親一類角色，有事業下滑之感。她希望自己可以從事一些不斷向前、可步步高陞的職業，所以入職電視台多年不時萌生離去念頭。
直到1993年，她退出娛樂圈基於覺得娛樂圈工作欠缺安全感，要時常等待工作通告，結果選擇正式轉行，1993年起與電視台合約完結前正從事保險業。此前，她一邊在幕前演出，一邊跟隨鄭明明學習美容知識，並到對方的公司打工，不過只在美容界短暫地發展事業。在1980年代尾，陳嘉賢曾獲馬來西亞電視台招手赴當地延續演藝事業，最後受教徒影響，生怕到信奉回教的地方會遠離基督信仰，於是繼續留在香港另覓出路。另外，她轉投保險界的契機則起自1980年代末父親逝世後，母親託陳嘉賢買保險作為生活保障（母親不想連累陳氏）。陳嘉賢獲一名經紀建議嘗試投身保險界，如是當上理財顧問至2000年代往後。
由於要陪伴女兒往返醫院接受癌症治療，期間在病房目睹家長與病童的擔憂，陳嘉賢遂從2000年代初開始在教會任兒童導師。她及後成立慈善機構「生命小戰士會」，當醫院探訪義工和組織癌症病童合唱團一類活動，繼而放棄保險業事業。2006年起為疏導看見病童離世所帶來的悲傷而修讀哀傷治療課程，而且在神學學科老師鼓勵下，2012年完成伯特利神學院基督教教育及輔導學士及臨床牧關教育證書課程，2014年在同一學院完成道學碩士課程，2016年獲所屬教會播道會同福堂聘用成為的傳道人。現與家庭發展基金總幹事羅乃萱共事，以特約教員身份到不同教會講道。

## 個人生活
1989年7月1日，陳嘉賢與拍拖年餘的馬姓男友共諧連理舉行婚禮，婚後育有1子（1992年生）1女（1998年生）。此外，她於1980年代中期受毛舜筠信主影響而漸漸成為基督教徒。

## 演出作品
*以下列表只記錄陳嘉賢演出過的影視作品，若有遺漏，請協助補充相關資料。

### 電視劇（無綫電視）
| 年份   | 劇名           | 角色       | 備註             |
| 1982年 | 香城浪子       | 護士       |                  |
| 1982年 | 獵鷹           | 護士       |                  |
| 1982年 | 活力十一       |            |                  |
| 1983年 | 鬼咁夠運       | 王佩珊     |                  |
| 1983年 | 再見十九歲     | 王美珠     |                  |
| 1984年 | 超越愛情線     | 唐家慧     |                  |
| 1984年 | 老爺大過天     | 陸姑娘     |                  |
| 1984年 | 信是有緣       |            |                  |
| 1984年 | 朝九晚五俏佳人 |            |                  |
| 1985年 | 鼓舞           | Peggy      |                  |
| 1985年 | 大香港         |            |                  |
| 1985年 | 大廈           | 陳潔文     |                  |
| 1986年 | 執位夫妻       |            |                  |
| 1986年 | 神勇CID        |            |                  |
| 1986年 | 阿英           | 雲妮       | 台慶單元劇       |
| 1986年 | 流氓大亨       |            |                  |
| 1987年 | 鄭成功         | 遏必隆念慈 |                  |
| 1987年 | 天狼劫         | 倪香兒     |                  |
| 1988年 | 名門           |            |                  |
| 1988年 | 義薄雲天       | 阿英       |                  |
| 1988年 | 誓不低頭       | 陳玉英同事 |                  |
| 1988年 | 都市方程式     | Rosemary   |                  |
| 1989年 | 回到唐山       | 徐青青     |                  |
| 1989年 | 蓋世豪俠       | 阿燕       |                  |
| 1989年 | 串燒冤家       |            |                  |
| 1989年 | 他來自江湖     | 黃玉華     |                  |
| 1990年 | 茶煲世家       |            |                  |
| 1990年 | 亞二一族       |            |                  |
| 1991年 | 男盜女差       | Madam Lee  |                  |
| 1991年 | 今生無悔       | 殷平       |                  |
| 1991年 | 與郎共舞       | 張太太     |                  |
| 1991年 | 我愛玫瑰園     | 范太太     |                  |
| 1992年 | 屬雞的男人     |            |                  |
| 1992年 | 極度空靈       | 孟男姐姐   | 單元〈男子有責〉 |
| 1992年 | 反斗威龍       |            |                  |
| 1992年 | 92鍾無艷       |            |                  |
| 1992年 | 卡拉屋企       | Miss王     |                  |
| 1993年 | 九彩霸王花     | 韋金花     |                  |
| 1993年 | 妙探出更       | 林美好     |                  |
| 1994年 | 螳螂小子       | 霍妻       | 1990年拍攝       |

### 電視劇（香港電台）
| 年份   | 劇名           | 角色       | 備註                   |
| 1990年 | 柏林週記：食物 | 大衛仔母親 | （页面存档备份，存于） |

### 電視節目
- 1982年　體育世界　（外景記者）[8]

## 外部連結
- 陳嘉賢閃電找歸宿
- 香港電台第一台「守下留情」陳嘉賢訪問（1），2022年12月5日
- 香港電台第一台「守下留情」陳嘉賢訪問（2），2022年12月6日
- 香港電台第一台「守下留情」陳嘉賢訪問（3），2022年12月7日
- 香港電台第一台「守下留情」陳嘉賢訪問（4），2022年12月12日
- 香港電台第一台「守下留情」陳嘉賢訪問（5），2022年12月13日